# 三(2,2,2-三氟乙氧基)硼
三(2,2,2-三氟乙氧基)硼，又称Sheppard酰胺化试剂，化学式 B(OCH2CF3)3。这种硼酸酯可用于有机合成。

## 制备
三(2,2,2-三氟乙氧基)硼可以由三氟乙醇和三氯化硼、二甲硫醚硼烷、三溴化硼或三氧化二硼反应而成。其中，三氧化二硼成本低且易于处理，因此更便于大规模制备。
CF3CH2OH + B2O3 → B(OCH2CF3)3
产物可以通过蒸馏提纯。

## 应用
三(2,2,2-三氟乙氧基)硼大多用于缩合反应。它可以反应羧酸和胺，形成酰胺；也可以把胺或酰胺与羰基化合物反应，形成亚胺。
它还用于将未保护的氨基酸与胺偶联。
三(2,2,2-三氟乙氧基)硼是一种强路易斯酸（AN = 66，Gutmann-Beckett法）。

## 扩展阅读
- Related reagent tris(2,2,2-trinitroethyl)borate:  Klapötke, Thomas M.; Krumm, Burkhard; Rusan, Magdalena; Sabatini, Jesse J. . Chem. Commun. 2014, 50 (67): 9581–9583. PMID 25012058. doi:10.1039/c4cc04616a .